# Giuris margaritacea
Giuris margaritacea – ryba z rodziny eleotrowatych. Jedyny przedstawiciel rodzaju Giuris.